# Speed Demon
Speed Demon é um filme estadunidense de 2003, dos gêneros homoerótico, ação e  terror, dirigido por David DeCoteau.

## Sinopse
Jesse volta da faculdade para casa após a morte de seu pai, um mecânico. Ele volta a andar com seus antigos amigos, que possuíam uma gang. Otto, o novo líder do grupo, possui um "speed demon," um demônio antigo aprisionado dentro de amuleto.[carece de fontes?]